# Kościotrzep
Kościotrzep (ang. Boneshaker) – powieść z gatunku steampunk autorstwa amerykańskiej pisarki Cherie Priest wydana w 2009 roku, w Polsce ukazała się 22 lutego 2012 nakładem Książnicy w przekładzie Roberta J. Szmidta. 

## Fabuła
W pierwszych latach wojny secesyjnej pogłoski o złocie ściągnęły hordy przybyszów na północno-zachodnie wybrzeże Pacyfiku. Pragnący stanąć do wyścigu Rosjanie zapłacili wynalazcy Leviticusowi Blue za stworzenie machiny, która byłaby zdolna do eksploatacji złóż pod lodami Alaski. W ten sposób na świat przyszła Prześwietna Machina Wydobywcza doktora Blue, zwana także „Kościotrzepem”. Jednak już podczas pierwszej próby urządzenie to wymyka się spod kontroli i niszczy część Seattle, równocześnie odsłaniając podziemną żyłę śmiercionośnego gazu, który zmienia każdą żywą istotę w zombie.

## Nagrody
Zdobyła nagrodę Locusa roku 2010 za najlepszą powieść science fiction. Była także nominowana do nagród Nebula za najlepszą powieść (2009) oraz Hugo w tej samej kategorii (2010). 